# USTA Challenger of Oklahoma 2005
Lo USTA Challenger of Oklahoma 2005 è stato un torneo di tennis facente parte della categoria ATP Challenger Series nell'ambito dell'ATP Challenger Series 2005. Il torneo si è giocato a Tulsa negli Stati Uniti dal 26 settembre al 2 ottobre 2005 su campi in cemento.

## Vincitori

### Singolare
Harel Levy ha battuto in finale  Benedikt Dorsch con il punteggio di 5–7, 7–5, 7–6(6)

### Doppio
Scott Lipsky /  David Martin hanno battuto in finale  Rik De Voest /  Harel Levy con il punteggio di 6–0, 6–2